# Утарини, Ади
Ади Утарини (род. 4 июня 1965, Джокьякарта) — индонезийская исследовательница общественного здравоохранения, занимающаяся борьбой с лихорадкой денге. Она работает профессором общественного здравоохранения на факультете здравоохранения и политического управления Университета Гаджа Мада, Джокьякарта. В 2020 году она вошла в число 10 людей года по версии Nature за пионерское рандомизированное контролируемое исследование метода профилактики лихорадки денге с использованием комаров-переносчиков бактерий Wolbachia. В 2021 году она была включена в число 100 самых влиятельных людей 2021 года по версии TIME.

## Ранняя жизнь и образование
Утарини родилась в Джокьякарте 4 июня 1965 года. Она изучала медицину в Университете Гаджа Мада. После окончания университета в 1989 году она получила две степени магистра: одну в Институте детского здоровья UCL на Грейт-Ормонд-Стрит, Великобритания (1994 год), и одну в Университете Умео, Швеция (1997 год). Она осталась в Умео для работы над докторской диссертацией, где сосредоточилась на программе борьбы с малярией в Центральной Яве. В 2002 году она защитила докторскую диссертацию.

## Исследования и карьера
Утарини специализируется на борьбе с болезнями и качестве здравоохранения в Университете Гаджа Мада. Она работала руководителем проекта Всемирной программы по борьбе с комарами в Джокьякарте. Джокьякарта — густонаселённый город с населением почти 400 000 человек, в котором легко распространяется лихорадка денге. В 2018 году она выступила на TEDx с докладом о попытках уменьшить вспышки лихорадки денге в городе.
Утарини с 2016 года была одной из руководителей рандомизированного контролируемого исследования метода использования в Джокьякарте комаров-переносчиков Wolbachia для снижения распространения заболеваний, передающихся комарами, таких как лихорадка денге. В августе 2020 года она объявила, что во время испытаний этот метод снизил заболеваемость лихорадкой денге на 77 %. Бактерия Wolbachia предотвращает передачу вируса человеку от комаров. Хотя метод разрабатывался с 1990-х годов в Университете Монаша, Австралия, это исследование стало «самым убедительным доказательством» его действенности и первым рандомизированным контрольным испытанием этого подхода. В ходе исследования город Джокьякарта был разделен на 24 кластера: 12 случайно выбранных для выпуска комаров, инфицированных Wolbachia, и контрольных. Данные были раскрыты в июне 2020 года, а в августе был опубликован предварительный результат, который показал сокращение заболеваемости на 77 % в экспериментальных зонах по сравнению с контрольными. Эпидемиологи назвали этот результат «ошеломляющим» и «эпохальным», важным шагом в борьбе с лихорадкой денге, которая ежегодно вызывает около 400 миллионов случаев заболевания и 25 000 смертей, а также, возможно, и с другими болезнями, переносимыми комарами.
Утарини была привлечена к работе в 2013 году, став ведущим учёным проекта в Индонезии. Помимо координации исследования, она сыграла важную роль в получении одобрения регулирующих органов от нескольких правительственных министерств. На протяжении всего процесса Утарини приходилось заручаться поддержкой местного сообщества, чего она добивалась с помощью настенных росписей, короткометражных фильмов и личных встреч; стремление общества к участию было одним из успешных аспектов исследования.
С 2015 по 2017 год она работала в Исследовательском совете Министерства исследований и технологий Индонезии. В 2020 году Утарини была выбрана одной из 10 людей года во версии Nature за пионерскую работу в исследовании с использованием Wolbachia.
13 октября 2021 года Джоко Видодо назначил её членом Руководящего комитета BRIN.

## Личная жизнь
Утарини ласково называют «профессор Уут», коллеги описывают её как тихого, но убедительного человека. Её хобби — езда на велосипеде и игра на фортепиано. Утарини была замужем за Иваном Дрипрахасто, профессором фармакологии, также из Гаджа Мада. Он умер от коронавируса в марте 2020 года.

## Избранные публикации
- Wardhani, Viera; Utarini, Adi; van Dijk, Jitse Pieter; Post, Doeke; Groothoff, Johan Willem (1 марта 2009). Determinants of quality management systems implementation in hospitals. Health Policy (англ.). 89 (3): 239–251. doi:10.1016/j.healthpol.2008.06.008. ISSN 0168-8510. PMID 18752866.
- Claramita, Mora; Utarini, Adi; Soebono, Hardyanto; Van Dalen, Jan; Van der Vleuten, Cees (1 марта 2011). Doctor–patient communication in a Southeast Asian setting: the conflict between ideal and reality. Advances in Health Sciences Education (англ.). 16 (1): 69–80. doi:10.1007/s10459-010-9242-7. ISSN 1573-1677. PMC 3074074. PMID 20658353.
- Tantowijoyo, Warsito; Andari, Bekti; Arguni, Eggi; Budiwati, Nida; Nurhayati, Indah; Fitriana, Iva; Ernesia, Inggrid; Daniwijaya, Edwin W.; Supriyati, Endah; Yusdiana, Dedik H.; Victorius, Munasdi (17 апреля 2020). Stable establishment of wMel Wolbachia in Aedes aegypti populations in Yogyakarta, Indonesia. PLOS Neglected Tropical Diseases (англ.). 14 (4): e0008157. doi:10.1371/journal.pntd.0008157. ISSN 1935-2735. PMC 7190183. PMID 32302295.

Помимо научных публикаций, Утарини писала для The Conversation.

## Награды
- Медаль за выслугу лет на государственной службе 2-й степени (2014)[2].